# Orléans Masters
Das Orléans Masters (bis 2014 French International, bis 2017 Orléans International) ist eine offene internationale Meisterschaften von Frankreich im Badminton. Sie fanden 1994 erstmals als regionale Titelkämpfe statt. 1999 erfolgte eine Aufwertung zum nationalen Turnier mit internationaler Beteiligung. 2012 wurde der Wettbewerb Teil des BE Circuits. Die Meisterschaften sind nicht zu verwechseln mit den French Open, welche auch Internationale Meisterschaften von Frankreich genannt werden. Der französische Verband untermauert damit seine Anstrengungen, neben den French Open ein weiteres hochrangiges Turnier in Frankreich zu installieren, nachdem mehrere Versuche mit dem Volant d’Or de Toulouse, den Strasbourg International, den Paris International oder den Strasbourg Masters nicht den erhofften Erfolg oder die erwartete Kontinuität brachten.

## Die Sieger
| Saison | Herreneinzel      | Dameneinzel           | Herrendoppel                     | Damendoppel                                    | Mixed                               |
| ------ | ----------------- | --------------------- | -------------------------------- | ---------------------------------------------- | ----------------------------------- |
| 2012   | Anand Pawar       | Judith Meulendijks    | Peter Käsbauer Josche Zurwonne   | Johanna Goliszewski Judith Meulendijks         | Peter Käsbauer Johanna Goliszewski  |
| 2013   | Rajiv Ouseph      | Beatriz Corrales      | Adam Cwalina Przemysław Wacha    | Rie Eto Yu Wakita                              | Robert Blair Imogen Bankier         |
| 2014   | Pablo Abián       | Beatriz Corrales      | Adam Cwalina Przemysław Wacha    | Imogen Bankier Petya Nedelcheva                | Robert Blair Imogen Bankier         |
| 2015   | Dmytro Zavadsky   | Natalia Koch Rohde    | Matthew Nottingham Harley Towler | Gabriela Stoeva Stefani Stoeva                 | Mathias Christiansen Lena Grebak    |
| 2016   | Emil Holst        | Goh Jin Wei           | Richard Eidestedt Nico Ruponen   | Heather Olver Lauren Smith                     | Mathias Christiansen Lena Grebak    |
| 2017   | Mark Caljouw      | Kirsty Gilmour        | Liao Min-chun Su Ching-heng      | Asumi Kugo Megumi Yokoyama                     | Mark Lamsfuß Isabel Herttrich       |
| 2018   | Mark Caljouw      | Shiori Saito          | Mark Lamsfuß Marvin Seidel       | Gabriela Stoeva Stefani Stoeva                 | Niclas Nøhr Sara Thygesen           |
| 2019   | Koki Watanabe     | Saena Kawakami        | Lee Yang Wang Chi-lin            | Chloe Birch Lauren Smith                       | Thom Gicquel Delphine Delrue        |
| 2020   | nicht ausgetragen | nicht ausgetragen     | nicht ausgetragen                | nicht ausgetragen                              | nicht ausgetragen                   |
| 2021   | Toma Junior Popov | Busanan Ongbumrungpan | Ben Lane Sean Vendy              | Jongkolphan Kititharakul Rawinda Prajongjai    | Mathias Christiansen Alexandra Bøje |
| 2022   | Toma Junior Popov | Putri Kusuma Wardani  | Ruben Jille Ties van der Lecq    | Gabriela Stoeva Stefani Stoeva                 | Terry Hee Tan Wei Han               |
| 2023   | Priyanshu Rajawat | Carolina Marín        | Chen Boyang Liu Yi               | Rena Miyaura Ayako Sakuramoto                  | Chen Tang Jie Toh Ee Wei            |
| 2024   | Yushi Tanaka      | Tomoka Miyazaki       | Choong Hon Jian Muhammad Haikal  | Meilysa Trias Puspitasari Rachel Allessya Rose | Cheng Xing Zhang Chi                |
| 2025   | Alex Lanier       | An Se-young           | Kang Min-hyuk Ki Dong-ju         | Kim Hye-jeong Kong Hee-yong                    | Jesper Toft Amalie Magelund         |